# Tuyên úy

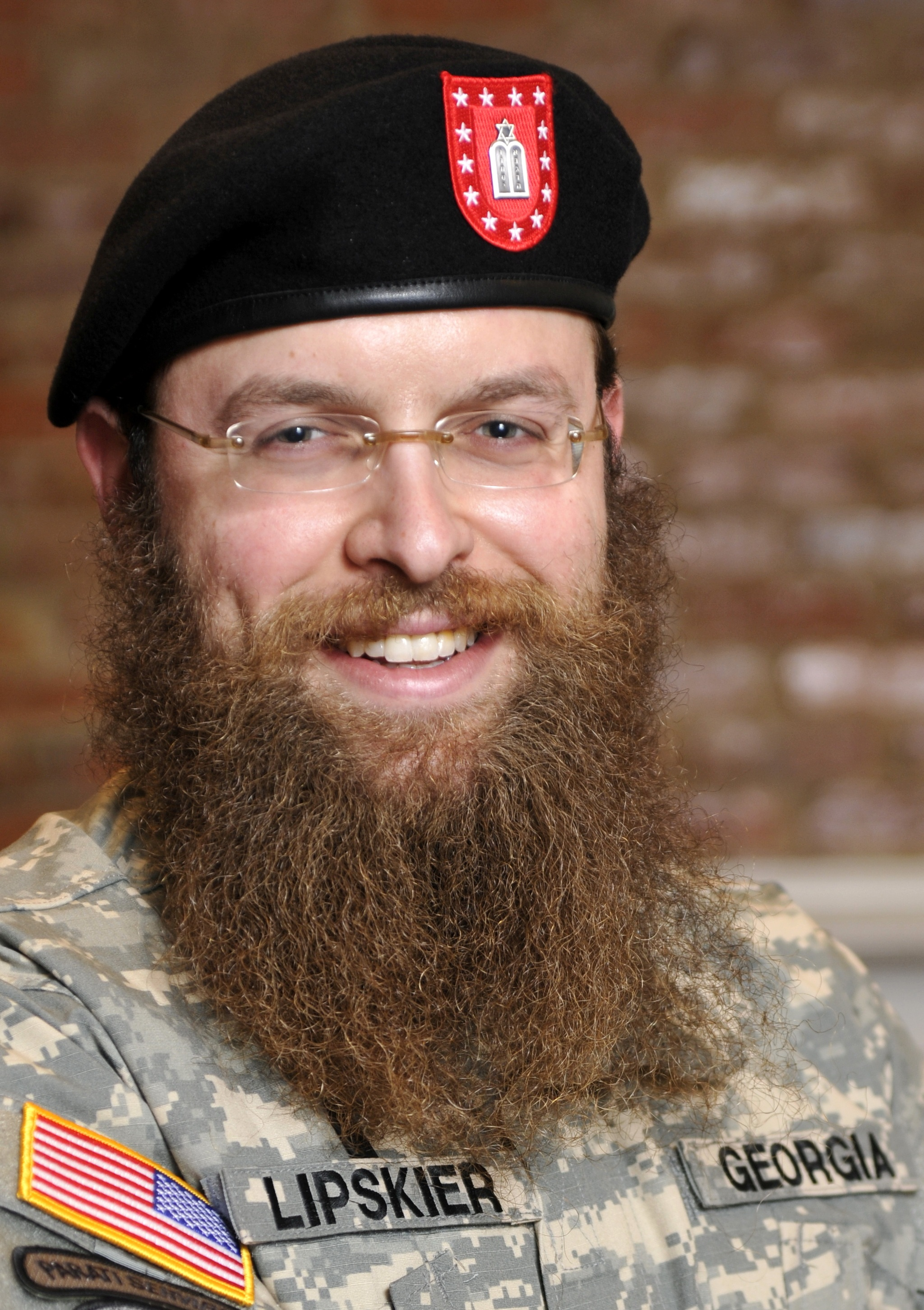
Tuyên úy Do Thái giáo Zalman Lipskier phục vụ trong quân đội Mỹ

Tuyên úy là chức vụ của các giáo sĩ thuộc các tôn giáo như Phật giáo, Kitô giáo, Thiên Chúa giáo, Do Thái giáo được bổ nhiệm làm đại diện, hướng dẫn tâm linh cho một tổ chức, đoàn thể thế tục như bệnh viện, nhà tù, đơn vị quân sự, cảnh sát, lính cứu hỏa, trường đại học hoặc nhà nguyện tư nhân. Tuyên úy không có quyền quản trị như giáo sĩ giáo phẩm (ví dụ như các giám mục giáo phận hoặc linh mục giáo xứ trong Công giáo).
Mặc dù ban đầu, Tuyên úy là hệ phái đại diện cho đức tin Kitô giáo, ngày nay, một vài tôn giáo khác cũng đã có thêm chức vụ tuyên úy như Kitô giáo. Ví dụ như trường hợp các tuyên úy đi nghĩa vụ lính tráng cho các lực lượng quân sự và ngày càng nhiều tuyên úy sinh sống tại các trường đại học Mỹ. Trong thời gian gần đây, nhiều giáo dân đã được đào tạo chuyên nghiệp về nghề nghiệp tuyên úy và bây giờ được bổ nhiệm làm tuyên úy ở các trường học, bệnh viện, công ty, trường đại học, nhà tù và những nơi khác để làm việc cùng hoặc thay vào đó là các thành viên chính thức của tầng lớp tăng lữ. Các khái niệm về tuyên úy đa sắc tộc, thế tục, chung chung và/hoặc nhân văn cũng đang được hỗ trợ ngày càng tăng, đặc biệt là trong các môi trường y tế và giáo dục.

## Các thể loại tuyên úy

### Tuyên úy quân đội

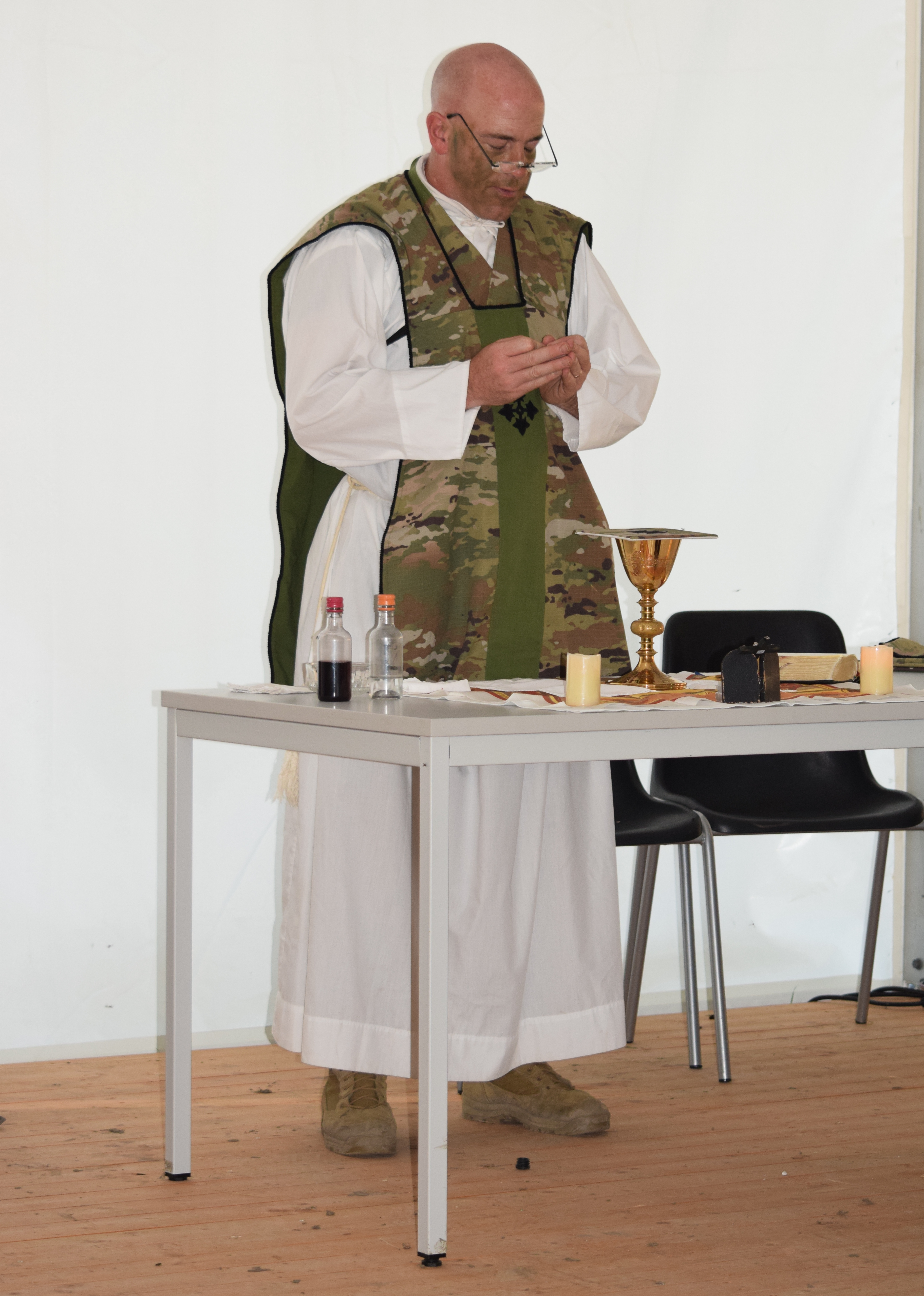
Tuyên úy Thiên Chúa Giáo Hoa Kỳ đang làm lễ

Tuyên úy quân đội là một giáo sĩ hỗ trợ mục vụ và tinh thần cho các binh sĩ, thực hiện các nghi lễ tôn giáo tại khu vực đóng quân. Chức tuyên úy quân đội đã tồn tại từ lâu, các tuyên úy quân sự đầu tiên của Anh là các linh mục trên các ba tàu hải quân nguyên thủy trong thế kỷ thứ 8. Các nhà nguyện trên đất liền xuất hiện dưới triều đại Vua Edward I. Tổ chức hiện đại có từ thời Chiến tranh thế giới thứ nhất.

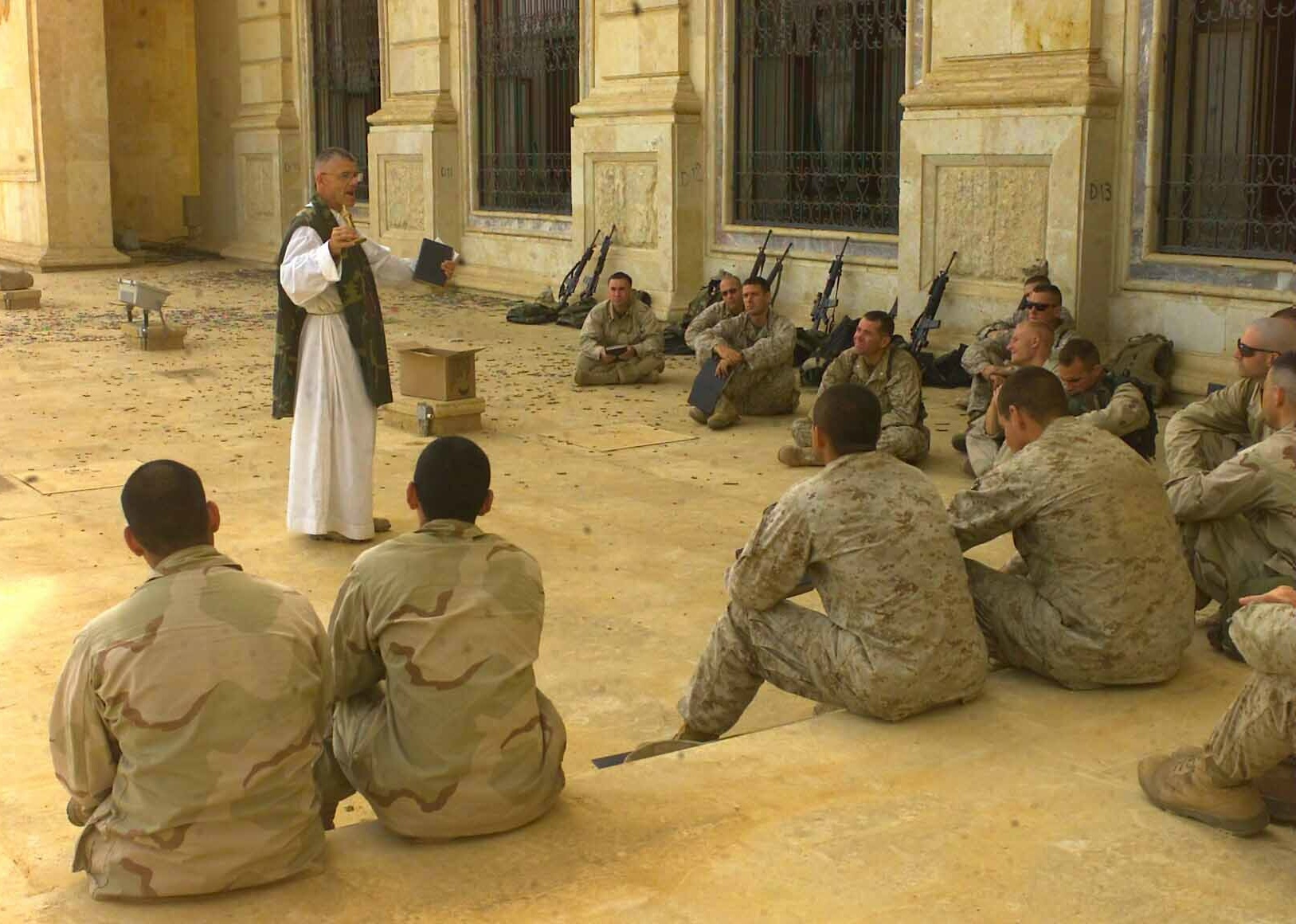
Tuyên úy công giáo Hoa Kỳ đang giảng đạo cho lính hải quân đánh bộ Mĩ, thủy thủ Hoa Kỳ trong thành phố Tikrit ở Iraq

Lính tuyên úy được đề cử, bổ nhiệm, hoặc ủy nhiệm theo nhiều công thức khác nhau ở các quốc gia khác nhau. Một tuyên úy quân đội có thể là một người lính được đào tạo trong quân đội với chương trình đào tạo bổ sung là nền tảng thần học vững chắc hoặc một người được phong chức bởi các cơ quan tôn giáo chỉ định trong quân đội. Ở Vương quốc Anh, Bộ Quốc phòng sử dụng các nhà nguyện nhưng thẩm quyền của họ đến từ giáo hội. Các giáo sĩ Hải quân Hoàng gia thực hiện một khóa huấn luyện đặc biệt trong thời gian là 16 tuần, bao gồm một khóa học ngắn hạn tại trường Cao đẳng Hải quân Hoàng gia Anh quốc và khóa huấn luyện hạm đội chuyên gia trên biển cùng với một tuyên úy có kinh nghiệm bề dày lâu năm. Các tuyên hải ý được kêu gọi phục vụ trong lực lượng Thủy quân lục chiến Hoàng gia cùng học và được huấn luyện đào tạo trong một khóa học Commando dài 5 tháng, và nếu thành công, sẽ đeo mũ Bê Rết Xanh Lá Cây. Tuyên ý quân sự Anh phải được đào tạo trong bảy tuần tại Trung tâm Vũ trang Lực lượng Vũ Amport House và Học viện Quân sự Hoàng gia Sandhurst. Hoàng gia không quân tuyên úy phải hoàn thành một khóa học chuyên nghiệp trong 12 tuần Entrant tại trường Cao đẳng RAF Cranwell và tiếp theo là khóa học mở đầu tuyên úy tại Trung tâm lực lượng vũ trang tuyên úy Amport House trong hơn hai tuần nữa. Hải quân Hoa Kỳ thường xuyên huấn luyện các tuyên úy cho các sinh viên theo trường phái thần học trong quân đội. Ngoài ra, tuyên úy được ưu đại nhiều lợi ích cá nhân như được hỗ trợ cung cấp công ăn việc làm ngay lập tức với vai trò là một tuyên úy Hải quân khi sau khi đã được phong chức. Ngoài ra, trong quân đội Hoa Kỳ, các tuyên úy phải được xác nhận có giấy tờ hợp pháp bởi sự liên kết tôn giáo của bản thân họ để được đặc quyền phục vụ trong bất kỳ khía cạnh nào của quân đội.

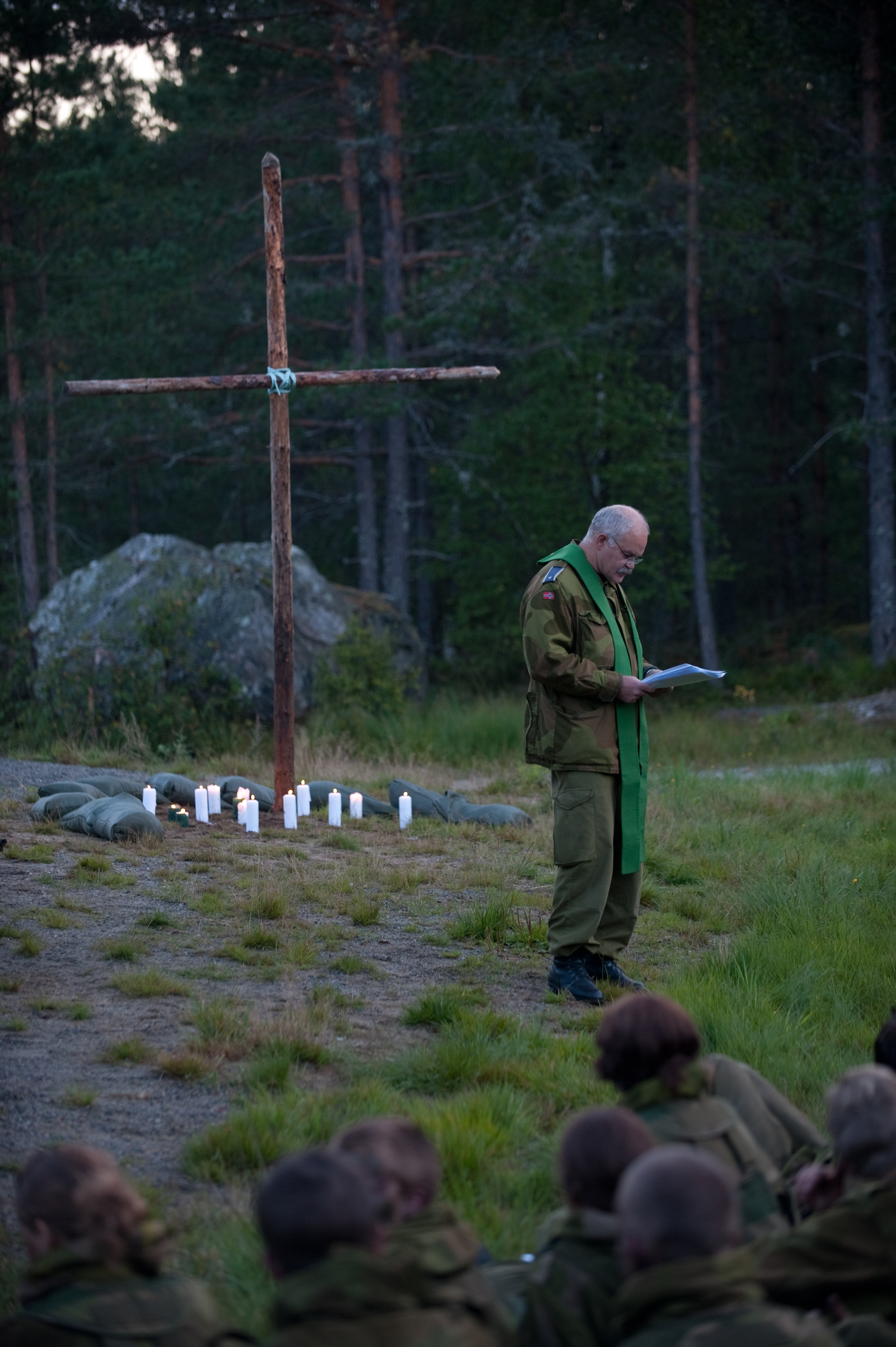
Tuyên úy Nauy Thiên Chúa giáo

Mỗi quốc gia có cách bổ nhiệm hoặc đề cử tuyên úy quân đội khác nhau. Một tuyên úy quân đội có thể là một binh sĩ tại ngũ đã được đào tạo về thần học hoặc một linh mục. Mặc dù Công ước Genève không nêu rõ việc tuyên úy có thể mang vũ khí hay không nhưng nó chỉ định rằng tuyên úy là người không tham chiến. Trong bất kỳ trường hợp nào, tuyên úy không bị coi là tù nhân chiến tranh và họ phải được trả về quốc gia của họ ngoại trừ giữ họ lại để làm công tác tôn giáo cho tù nhân chiến tranh.

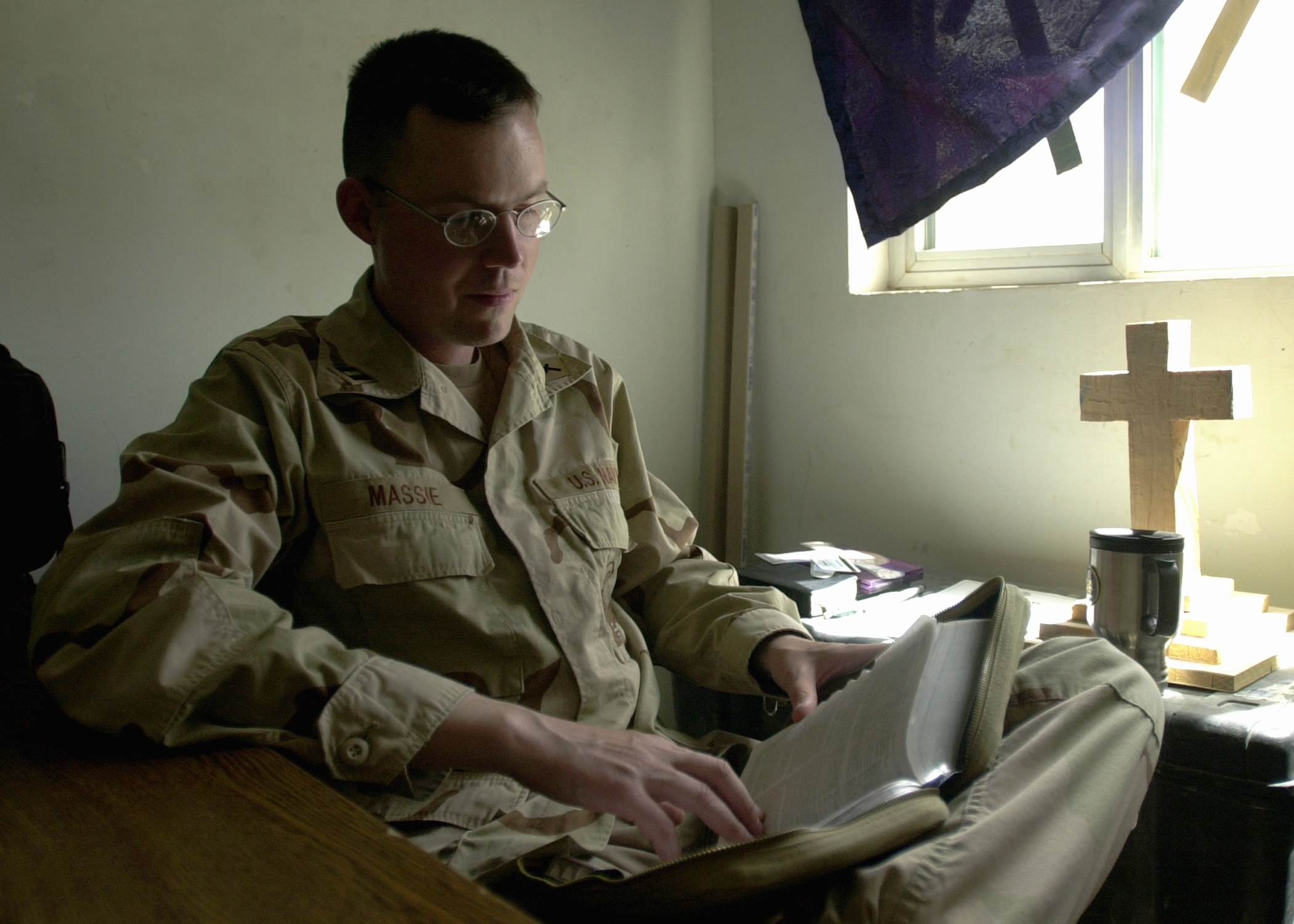
Tuyên úy hải quân Mỹ đang đọc Kinh Thánh ở Trung Đông

Năm 2006, tài liệu đào tạo do cơ quan tình báo Mỹ thu thập cho thấy các tay súng bắn tỉa chiến đấu ở Iraq của phe địch được thủ lãnh phe địch chỉ huy các xạ thủ phải tách ra khỏi nhóm để ẩn nấp lén lút rình rập tấn công các kỹ sư, bác sĩ và tuyên úy, theo mặt lý thuyết thì chiến lược của địch này sẽ làm mất đi hoàn toàn tinh thần chiến đấu toàn bộ quân đội Mỹ.

### Tuyên úy môi trường
Tuyên úy môi trường là một lĩnh vực mới nổi trong giáo hội. Các tuyên úy môi trường (còn được gọi là các tuyên úy sinh thái, các tuyên úy địa cầu, các tuyên úy thiên nhiên) cung cấp sự chăm sóc tinh thần theo cách tôn vinh mối liên kết sâu sắc của nhân loại với trái đất. Tuyên úy môi trường giữ nhiều vai trò. Họ có thể hỗ trợ những người làm việc trên tiền tuyến của các vấn đề như biến đổi khí hậu hoặc các vấn đề môi trường khác hoặc họ có thể hỗ trợ những người bị ảnh hưởng bởi thiên tai công nghiệp hoặc thiên tai khác bằng cách chăm sóc nạn nhân, giúp đỡ nạn nhân và làm các nghi lễ mục vụ. Các tuyên úy về môi trường cũng có thể làm chứng cho bản thân Trái đất và đại diện cho sự hợp nhất của khoa học và tâm linh. Vai trò của họ có thể là "mở ra một lương tâm và ý thức mới để tìm thấy sự hài lòng, sự đánh giá cao sự giàu nội tâm hơn sự giàu có vật chất, chất lượng vượt qua số lượng" bằng cách sử dụng các giá trị được đánh giá cao, chẳng hạn như trung thực và tầm nhìn.

### Tuyên úy chữa hỏa
Các tuyên úy làm việc trong các cơ sở cứu hỏa thì có nghĩa vụ hành lễ trong các giờ cầu nguyện trong cơ quan hành chính làm việc  theo tiêu chuẩn thực thi pháp luật, và đôi khi các tuyên úy đối mặt với nguy hiểm to lớn rình rập, tuyên úy phải làm việc với những người bị thương thì môi trường xung quanh thường rất nguy hiểm.
Tại hiện trường vụ tấn công ngày 11 tháng 9 nhắm vào Trung tâm Thương mại Thế giới ở thành phố New York, ví dụ, Sở Cứu Hỏa Thành phố New York, Cha. Mychal F. Judge đã bị giết bởi những mảnh vụn bay phọt ra từ tháp phía Nam khi Cha trở lại sảnh đợi của Tháp phía Bắc của Trung tâm Thương mại Thế giới, ngay sau khi Cha điều hành nghi thức cuối cùng cho một lính cứu hỏa bị thương.

### Tuyên úy nghị viện
Một số quốc gia, bao gồm Hoa Kỳ và Vương quốc Anh, có các tuyên úy được bổ nhiệm làm việc với các cơ quan nghị viện, chẳng hạn như Ban tuyên ngôn của Thượng viện Hoa Kỳ, Ban tuyên giáo của Hạ viện Hoa Kỳ, và Ban tuyên bố với Chủ tịch Hạ viện chung. Ngoài việc mở đầu các thủ tục với lời cầu nguyện, các tuyên úy này cung cấp tư vấn mục vụ cho các thành viên quốc hội, nhân viên của họ và gia đình của họ; phối hợp lập kế hoạch cho các khách mời, những người cung cấp những lời cầu nguyện mở đầu; sắp xếp và đôi khi tiến hành các cuộc hôn nhân, các dịch vụ tưởng niệm và các dịch vụ tang lễ cho đại hội, nhân viên và gia đình của họ; và thực hiện hoặc điều phối các dịch vụ tôn giáo, các nhóm học tập, các buổi họp cầu nguyện, các chương trình nghỉ lễ, và các chương trình giáo dục tôn giáo.

### Tuyên úy gác ngục
Tuyên úy gác ngục có thể là một "van an toàn, thông qua việc lắng nghe và can thiệp tích cực cho xã hội" trong các tình huống có khả năng bùng nổ dư luận. Họ cũng giảm thiểu khả tái phạm tù tội vi phạm luật pháp bằng cách liên kết người phạm tội với các nguồn động lực mang tính cộng đồng tích cực, và trong công việc của họ làm để giúp tù nhân thay đổi trái tim, tâm trí và phương hướng của phạm nhân.
Tại Canada vào năm 2013, một hợp đồng trị giá 2 triệu đô la cho các nhà tù liên bang đã được trao cho Kairos Pneuma Chaplaincy Inc., một công ty mới được thành lập bởi năm nhà tù hiện tại và cựu tù nhân liên bang. Khoảng 2.500 tình nguyện viên, nhiều người trong số họ là các tín hữu thiểu số, cũng sẽ tiếp tục cung cấp dịch vụ.

### Tuyên úy ca nhạc
Một số tuyên úy sử dụng nhạc sống như một công cụ trị liệu. Âm nhạc có thể hỗ trợ chữa bệnh, tiếp cận niềm tin và cảm xúc cốt lõi, và giúp xây dựng mối tình cảm trong mối quan hệ truyền giáo.

### Tuyên úy y tá
Nhiều bệnh viện, nhà điều dưỡng, cơ sở sinh hoạt tuyển dụng các tuyên úy để hỗ trợ các nhu cầu tâm linh, tôn giáo và tình cảm của bệnh nhân, gia đình và nhân viên. Các tuyên úy thường được tuyển dụng tại các cơ sở chăm sóc nội trú cho người già (RCFE) và các cơ sở điều dưỡng chuyên môn (SNF). Các buổi lễ chăm sóc cho mọi người thuộc mọi môn phái.
Tại Hoa Kỳ, các tuyên úy chăm sóc sức khỏe được chứng nhận bởi hội đồng quản trị đã hoàn thành tối thiểu bốn đơn vị đào tạo giáo dục mục vụ lâm sàng thông qua Hiệp hội các cố vấn mục vụ Hoa Kỳ, Hiệp hội Giáo dục mục vụ lâm sàng, Bộ Hiệp hội tuyên úy y tá, Viện đào tạo mục vụ lâm sàng, hoặc Trường giám sát mục vụ và tâm lý trị liệu và có thể được chứng nhận bởi một trong các tổ chức sau: Hiệp hội các cố vấn mục vụ người Mỹ, Hiệp hội ban tuyên giáo chuyên nghiệp, Hiệp hội Công giáo Quốc gia, Neshama: Hiệp hội các tuyên úy người Do thái (trước đây là Hiệp hội quốc gia Do Thái), Hiệp hội chứng nhận Kito tuyên úy, hoặc Trường giám sát mục vụ và tâm lý trị liệu. Chứng nhận thường đòi hỏi bằng Thạc sĩ Thần Thánh (hoặc tương đương), sự phong chức hoặc ủy thác nhóm đức tin, chứng thực nhóm đức tin và bốn đơn vị (1600 giờ) của Giáo dục mục vụ lâm sàng (Hiệp hội tuyên úy quân sự của Hoa Kỳ yêu cầu nhiều hơn, nhưng họ là một nhóm hỗ trợ quân sự theo luật dod2088 501c-3 được thành lập năm 1954 bởi các Cơ quan Quân sự).

### Tuyên úy đường thủy
Làm việc trên tàu du lịch trên ba tàu, tuyên úy hành trình cung cấp hỗ trợ mục vụ và tinh thần cho cả hành khách và thành viên phi hành đoàn. Với sự hợp tác của các công ty du lịch, các tuyên úy thường ở lại trên tàu trong thời gian cụ thể của một hành trình. Công sứ biển từ thiện Apostleship của các thuyền viên Công giáo hiện đang tuyển dụng các nhà tuyên úy cầu nguyện trên tàu của hãng đường thủy P & O Cruises và Cunard Line trong thời gian Giáng sinh và Phục sinh. Trong khi làm lễ phục vụ cho hành khách là một phần của các sứ đồ của Biển Apostleship trọng tâm chính của họ là phúc lợi của phi hành đoàn, những người thường có thể dành nhiều ngày tháng trên biển long đon xa nhà.

### Tuyên úy doanh nghiệp
Một số doanh nghiệp, lớn hay nhỏ, sử dụng tuyên úy cho nhân viên và khách hàng của họ. Các dịch vụ được cung cấp có thể bao gồm dịch vụ trợ giúp và tư vấn cho nhân viên; hội thảo về sức khỏe; quản lý xung đột và hòa giải; phát triển nhân sự lãnh đạo và quản lý; và những chấn thương phản ứng sau sự cố nghiêm trọng. Trong năm 2007, 4.000 tuyên úy doanh nghiẹp đã được báo cáo làm việc tại Hoa Kỳ, với đa số là nhân viên của các công ty chuyên gia như Chaplains Marketplace và Corporate Chaplains of America. Trong năm 2014, Marketplace Chaplains USA đã báo cáo tuyển dụng hơn 2.800 nhà nguyện tại 44 tiểu bang và hơn 960 thành phố. Tổ chức này đã bổ sung thêm một nhánh quốc tế vào năm 2006; Chợ Tuyên úy đa cấp  phục vụ Canada, Vương quốc Anh, Mexico và Puerto Rico.